# Pride Park Stadium
Il Pride Park Stadium, o iPro Stadium, è il principale impianto sportivo di Derby, in Inghilterra. Dal 1997 è utilizzato dal Derby County per le sue partite casalinghe; prima di allora la squadra giocava al Baseball Ground. La sua capienza è di 33 597 posti a sedere, che ne fanno il sedicesimo impianto calcistico per capacità in Inghilterra, il ventesimo nel Regno Unito e il centoventesimo in Europa.

## Storia

### Genesi
Prima di trasferirsi al Pride Park Stadium nel 1997, il Derby County risiedeva al The Ground Baseball dal 1895. Anche se al suo apice il terreno era tenuto più di 40.000 (il record di presenze di essere 41.826 per un match contro il Tottenham Hotspur nel 1969). A causa del rapporto Taylor, azionato dopo la strage di Hillsborough del 1989, il Pride Park (come tutti gli stadi inglesi) dovette ridurre i posti rendendoli tutti solo ed esclusivamente a sedere (visto che prima erano previsti sia i posti a sedere che in piedi).
Nella stagione 1994-95 lo stadio ridusse i posti arrivano a quota 17.500, non abbastanza per l'allora ambizioso club di seconda divisione. Un altro problema è venuto con i componenti in legno del terreno (considerato inaccettabile dopo il disastro di Bradford nel 1985) e, nel febbraio 1996, il club ha preso la decisione di mobilitarsi, avendo inizialmente previsto di ricostruire il Baseball Ground come uno stadio di 26.000 posti. Il nuovo impianto è stato così inaugurato nel 1997, con una partita amichevole tra il Derby County e la Sampdoria, vinta dai blucerchiati per 1-0 (rete di Vincenzo Montella).

## Record
La più grande affluenza di spettatori mai registrata in questo stadio si registra il 18 marzo 2000, nel match di Premier League tra il Derby County ed il Liverpool.

## Altre partite
Essendo uno dei più grandi stadi di calcio nelle Midlands, Pride Park ha ospitato anche alcune partite importanti oltre a quelle del Derby County.
Il terreno ha ospitato quattro partite dell'Inghilterra Under-21. La prima risale al 9 febbraio 1999, un'amichevole giocata contro la Francia Under-21, in cui vinsero gli inglesi per 2-1. La folla di 32.865 persone è stata la più alta a vedere l'U21 in Inghilterra dal 1983. Le prossime due partite sono state entrambe valide per le Qualificazioni al campionato europeo del 2000, in cui l'Inghilterra ha giocato prima contro la Germania pareggiando per 1-1 il 6 ottobre 2000 e poi contro i Paesi Bassi vincendo per 1-0 il 13 novembre 2001. Il 6 febbraio 2007 hanno giocato un'amichevole l'Inghilterra Under-21 e la Spagna Under-21, finita 2-2; quella fu la prima partita per l'attuale manager dell'Inghilterra Under-21 Stuart Pearce. Ha inoltre ospitato la Nazionale maggiore dell'Inghilterra nella facile vittoria per 4-0 sul Messico, il 25 maggio 2001. La partita detiene anche il record per la più alta presenza di spettatori mai presentatasi in questo impianto: un sold-out di 33.598 persone.
L'11 ottobre 2010 lo stadio, inoltre, ospita l'amichevole tra il Brasile e l'Ucraina.
Il 4 maggio 2009, il Pride Park è stato teatro della 39ª finale di FA Cup femminile, che ha visto l'Arsenal vincere per 2-1 contro il Sunderland e aggiudicandosi così la coppa per la quarta volta consecutiva. A quell'evento erano presenti 23.291 spettatori.